# Precypitometria
Precypitometria (analiza strąceniowa) – metoda miareczkowania stosowana w chemicznej analizie ilościowej. Oparta jest na reakcjach strącania trudno rozpuszczalnych związków chemicznych o ściśle określonym składzie. Wytrącanie osadu następuje podczas dodawania titranta do roztworu substancji oznaczanej. Najważniejszym działem tej metody jest argentometria, która obejmuje oznaczenia oparte na reakcjach tworzenia trudno rozpuszczalnych soli srebra.